# Tekel
Tekel est un village de la commune de Martap située dans la région de l'Adamaoua  dans le département de la Vina au Cameroun.

## Population
En 1967, Tekel comptait 719 habitants, principalement Baya.
Lors du recensement de 2005, 1742 personnes y ont été dénombrées dont 821 de sexe masculin et 921 de sexe féminin.